# Palleggio
Il palleggio è un fondamentale di alcuni sport, tra cui la pallavolo, la pallacanestro, il tennistavolo e il calcio.

## Pallavolo
Nella pallavolo, il palleggio deve essere l'abilità migliore del palleggiatore, il giocatore che fa l'ultimo passaggio allo schiacciatore-laterale. Con il palleggio si gestiscono la maggior parte delle azioni in una partita di volley: ricezione, alzata e attacco.
Solitamente, per palleggiare vanno utilizzate tutte le dita delle mani, con i gomiti  vicino al corpo e non larghi, e le mani sotto la palla. Le braccia danno la spinta aiutando le dita e le gambe entrano in azione nel caso si debba fare un palleggio più lungo.

## Pallacanestro

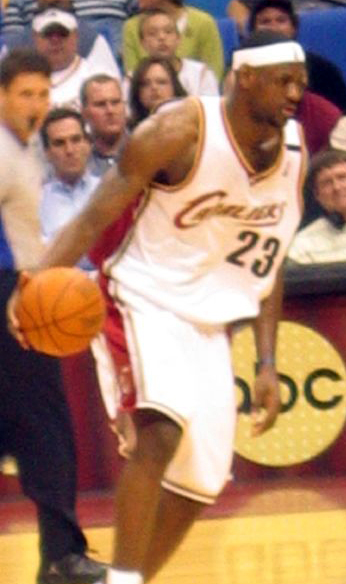
LeBron James in palleggio.

Nella pallacanestro, il giocatore che porta avanti la palla deve necessariamente palleggiare, sempre, a partire dal momento nel quale compie il primo passo. 
Il palleggio va fatto con una sola mano e si attua spingendo il pallone verso il parquet, dal quale rimbalza per tornare nella mano del giocatore; in continuità e senza interruzione. Se il giocatore ferma il palleggio, non può muoversi se non con un piede solo, senza mai staccare l'altro (che viene detto "piede perno") da terra; una volta arrestato il palleggio il giocatore non può riprendere a palleggiare (infrazione di doppio palleggio) ed, in pratica, ha solo due possibilità: passare la palla ad un compagno o tirare a canestro. 
Il palleggio deve essere forte e basso, in modo che la palla torni subito nella mano del giocatore e sia più difficile per un avversario cercare di rubare la palla, e questo in particolar modo quando si cambia direzione per cercare di superare l'avversario.
Particolare tipo di palleggio è il crossover che consiste nel cambio di mano incrociato davanti o sotto le gambe.

## Tennistavolo
Nel tennistavolo il palleggio è un colpo effettuato sul tavolo che imprime un moderato giro. 
Con questo termine si può intendere anche la sequenza di colpi che i due (o quattro) giocatori scambiano per riscaldamento del gesto atletico prima di iniziare un incontro, o anche la sequenza di schemi che i giocatori eseguono in allenamento per affinare i movimenti tecnici.

## Calcio
Nel calcio il palleggio consiste nell'impedire al pallone di toccare terra, tenendolo sospeso con il tocco della testa, dei piedi e del petto: l'esercizio nel palleggio serve a migliorare il controllo della sfera.
Con l'affermazione del calcio totale si è sviluppata la capacità di passare la palla con velocità e precisione, solitamente di prima (ovvero senza effettuare stop): questa capacità è chiamata "facilità di palleggio". Ha avuto una delle sue migliori espressioni nel tiki-taka, uno stile di gioco adottato dalle squadre spagnole negli anni 2000.